# Línea 16 (TUC Pamplona)
| 16 | Berriosuso — Berriozar ↔ Noáin — Beriáin |

La línea 16 del Transporte Urbano Comarcal de Pamplon (EHG/TUC) es una línea de autobús urbano que conecta los pueblos de Berriosuso, Berrioplano, Aizoáin, Berriozar, Noáin y Beriáin por Pamplona. Además, da servicio a Cordovilla y Esquíroz.
A lo largo de su recorrido conecta lugares importantes como la estación de autobuses de Pamplona, el parque de la Taconera, el parque de Trinitarios, la estación RENFE, REFENA, el Polígono Berriainz, el Polígono Iruregaña, el Polígono El Soto, el Polígono Plazaola, la plaza de los Fueros, el estadio El Sadar, la Zona Comercial Galaria, el Polígono Noáin-Ezquiroz, el Polígono Talluntxe, el parque de los Sentidos y el Acueducto de Noáin.

## Historia
La línea empezó como una concesión de transporte interurbano de viajeros entre Berriozar e Pamplona, concedida a la empresa La Villavesa SA en 1930. Tenía el número 10, y acababa en la calle Yanguas y Miranda. Por otro lado, la línea 2, que unía Potasas con Pamplona y acababa en la estación de autobuses, también estaba concedida a La Villavesa SA.
En 1969, tras el cierre de La Villavesa SA, la línea pasa a manos de La Montañesa SA.
En 1999, con la unificación del Transporte Urbano Comarcal, recibió el número 16, fusionando las hasta entonces líneas 2 y 12 y recortando el final en Beriáin.
En 2015, por obras en Avenida Zaragoza, se modificaron temporalmente los horarios para las expediciones a Beriáin.
En septiembre de 2016 la línea 22 dejó de existir y esta línea se alargó mediante extensión hasta Berriosuso en sustitución.
En marzo de 2018, coincidiendo con la apertura del aparcamiento intermodal de Trinitarios, se añadió una parada entre Taconera y Dona Gratzia/Santa Engracia (sentido Berriozar) y se sustituyó la parada Gipuzkoa-Otsagabia por la actual, más cerca del aparcamiento (sentido Noáin), para dar servicio a dicho aparcamiento.

## Explotación

### Frecuencias
La línea está operativa todos los días del año. Estas son las frecuencias:
- Laborables: 12' (de 06:57 a 20:49) - 15' (de 06:26 a 06:57 y de 20:49 a 22:27)
- Sábados: 15' (de 06:30 a 22:35)
- Domingos y Festivos: 20' (de 06:40 a 22:26)

### Recorrido
Todos los autobuses realizan todo el recorrido entre Berriozar y Noáin. Una vez por hora, un autobús da servicio a Berriosuso y uno cada 35 minutos a Beriáin.

## Paradas
|  | Parada                                              | Parada | Parada | Parada | Parada                                                   | Municipio            | Correspondencia   |  |
|  | --------------------------------------------------- | ------ | ------ | ------ | -------------------------------------------------------- | -------------------- | ----------------- |  |
|  | Calle Andrelopa nº86                                |        | •      |        | Andrelopa Kalea 86                                       | Berriosuso           |                   |  |
|  | Calle Andrelopa nº9                                 |        | •      |        | Andrelopa Kalea 9                                        | Berrioplano          |                   |  |
|  | Calle Santa Águeda nº29                             |        | •      |        | Santa Agedako Kalea 29                                   | Aizoáin              |                   |  |
|  | Calle Santa Águeda (Polígono Plazaola)              |        | •      |        | Santa Agedako Kalea (Plazaola Industrialdea)             | Aizoáin              |                   |  |
|  | Avenida de Gipuzkoa nº16                            |        | ■      |        | Gipuzkoako Etorbidea 16                                  | Berriozar            |                   |  |
|  | Avenida de Guipúzcoa nº34                           |        | ■      |        | Gipuzkoako Etorbidea 34                                  | Berriozar            |                   |  |
|  | Avenida de Guipúzcoa nº56                           |        | ■      |        | Gipuzkoako Etorbidea 56                                  | Berriozar            |                   |  |
|  | Avenida de Guipúzcoa (frente nº61)                  |        | ■      |        | Gipuzkoako Etorbidea (61aren parean)                     | Berriozar            |                   |  |
|  | Avenida de Guipúzcoa (REFENA)                       |        | ■      |        | Gipuzkoako Etorbidea (REFENA)                            | Pamplona             |                   |  |
|  | Avenida de Guipúzcoa (Calle Ventura Rodriguez)      |        | ■      |        | Gipuzkoako Etorbidea (Ventura Rodriguez Kalea)           | Pamplona             |                   |  |
|  | Avenida de Guipúzcoa (Rotonda Buztintxuri)          |        | ■      |        | Gipuzkoako Etorbidea (Buztintxuri Birbilgunea)           | Pamplona             | 17                |  |
|  | Avenida de Guipúzcoa (Cuatrovientos)                |        | ■      |        | Gipuzkoako Etorbidea (Cuatrovientos)                     | Pamplona             | 3 7 9 17 21       |  |
|  | Calle Biurdana (Paseo Kosterapea)                   |        | ■      |        | Biurdana Kalea (Kosterapea Pasealekua)                   | Pamplona             | 3 17 21           |  |
|  | Calle Taconera (Bosquecillo)                        |        | ■      |        | Takonera Kalea (Basotxoa)                                | Pamplona             | 3 4 8 10 15 17 21 |  |
|  | Calle Padre Adoain (Baluarte)                       |        | ■      |        | Adoain Aitaren Kalea (Baluarte)                          | Pamplona             | 4 9 12 17 21      |  |
|  | Calle Yanguas y Miranda (Estación de Autobuses)     |        | ■      |        | Yanguas y Miranda Kalea (Autobusen Geltokia)             | Pamplona             | 4 9 12 18         |  |
|  | Avenida de Zaragoza (frente nº25)                   |        | ■      |        | Zaragozako Etorbidea (25aren parean)                     | Pamplona             | 1 2 5 11 23       |  |
|  | Avenida de Zaragoza nº32                            |        | ■      |        | Zaragozako Etorbidea 32                                  | Pamplona             | 5 11              |  |
|  | Avenida de Zaragoza nº56-58                         |        | ■      |        | Zaragozako Etorbidea 56-58                               | Pamplona             | 5 11              |  |
|  | Avenida de Zaragoza nº72                            |        | ■      |        | Zaragozako Etorbidea 72                                  | Pamplona             | 11                |  |
|  | Avenida de Zaragoza (frente nº105)                  |        | ■      |        | Zaragozako Etorbidea (105aren parean)                    | Pamplona             |                   |  |
|  | Carretera de Zaragoza (frente nº23)                 |        | ■      |        | Zaragozako Errepidea (23aren parean)                     | Kordobila/Cordovilla |                   |  |
|  | Carretera de Zaragoza (Polígono Cordovilla)         |        | ■      |        | Zaragozako Errepidea (Kordobila Industrialdea)           | Cordovilla           |                   |  |
|  | Polígono Noáin-Esquíroz                             |        | ■      |        | Noáin-Ezkirotz Industrialdea                             | Esquíroz             |                   |  |
|  | Calle Real nº61                                     |        | ■      |        | Errege Kalea 61                                          | Noáin                |                   |  |
|  | Calle Real nº33                                     |        | ■      |        | Errege Kalea 33                                          | Noáin                |                   |  |
|  | Calle Real (frente nº22)                            |        | ■      |        | Errege Kalea (22aren parean)                             | Noáin                |                   |  |
|  | Calle Real (Calle Torres de Elorz)                  |        | ■      |        | Errege Kalea (Dorre Kalea)                               | Noáin                |                   |  |
|  | Plaza Larre (Calle Miravalles)                      |        | ■      |        | Larre Plaza (Miraballes Kalea)                           | Beriáin              |                   |  |
|  | Avenida de Pamplona nº12A                           |        | •      |        | Iruñeko Etorbidea 12A                                    | Beriáin              |                   |  |
|  | Avenida de Pamplona nº18N                           |        | •      |        | Iruñeko Etorbidea 18N                                    | Beriáin              |                   |  |
|  | Avenida de Pamplona (frente nº3)                    |        | •      |        | Iruñeko Etorbidea (3aren parean)                         | Beriáin              |                   |  |
|  | Avenida de Pamplona (Carretera Arlegui)             |        | •      |        | Iruñeko Etorbidea (Arlegi Errepidea)                     | Beriáin              |                   |  |
|  |                                                     |        |        |        |                                                          |                      |                   |  |
|  | Avenida de Pamplona (Carretera Arlegui)             |        | •      |        | Iruñeko Etorbidea (Arlegi Errepidea)                     | Beriáin              |                   |  |
|  | Avenida de Pamplona nº3                             |        | •      |        | Iruñeko Etorbidea 3                                      | Beriáin              |                   |  |
|  | Avenida de Pamplona (frente nº18N)                  |        | •      |        | Iruñeko Etorbidea (18Naren parean)                       | Beriáin              |                   |  |
|  | Avenida de Pamplona (Polígono Morea Norte)          |        | •      |        | Iruñeko Etorbidea (Ipar Morea Industrialdea)             | Beriáin              |                   |  |
|  | Plaza Larre (Calle Miravalles)                      |        | ■      |        | Larre Plaza (Miraballes Kalea)                           | Beriáin              |                   |  |
|  | Calle Real (Calle Torres de Elorz)                  |        | ■      |        | Errege Kalea (Dorre Kalea)                               | Noáin                |                   |  |
|  | Calle Real nº22                                     |        | ■      |        | Errege Kalea 22                                          | Noáin                |                   |  |
|  | Calle Real nº60                                     |        | ■      |        | Errege Kalea 60                                          | Noáin                |                   |  |
|  | Calle Real (Calle Merindad de Tudela)               |        | ■      |        | Errege Kalea (Tuterako Merindadea Kalea)                 | Noáin                |                   |  |
|  | Polígono Talluntxe                                  |        | ■      |        | Talluntxe Industrialdea                                  | Esquíroz             |                   |  |
|  | Carretera de Zaragoza (frente Polígono Cordovilla)  |        | ■      |        | Zaragozako Errepidea (Kordobila Industrialdearen parean) | Cordovilla           |                   |  |
|  | Carretera de Zaragoza nº23                          |        | ■      |        | Zaragozako Errepidea 23                                  | Cordovilla           |                   |  |
|  | Avenida de Zaragoza nº103                           |        | ■      |        | Zaragozako Etorbidea 103                                 | Pamplona             |                   |  |
|  | Avenida de Zaragoza (frente nº72)                   |        | ■      |        | Zaragozako Etorbidea (72aren parean)                     | Pamplona             | 11                |  |
|  | Avenida de Zaragoza nº61                            |        | ■      |        | Zaragozako Etorbidea 61                                  | Pamplona             | 5 11              |  |
|  | Avenida de Zaragoza nº45-47                         |        | ■      |        | Zaragozako Etorbidea 45-47                               | Pamplona             | 5 11              |  |
|  | Avenida de Zaragoza nº25                            |        | ■      |        | Zaragozako Etorbidea 25                                  | Pamplona             | 1 2 5 11 23       |  |
|  | Calle Yanguas y Miranda nº19                        |        | ■      |        | Yanguas y Miranda Kalea 19                               | Pamplona             | 4 9 12 18         |  |
|  | Calle Navas de Tolosa (frente Parlamento)           |        | ■      |        | Tolosako Navas Kalea (Parlamentuaren parean)             | Pamplona             | 4 9 12 17 21      |  |
|  | Calle Taconera (Iglesia de San Lorenzo)             |        | ■      |        | Takonera Kalea (San Lorentzoaren Eliza)                  | Pamplona             | 3 4 8 10 15 17 21 |  |
|  | Avenida de Guipúzcoa (Paseo Kosterapea)             |        | ■      |        | Gipuzkoako Etorbidea (Kosterapea Pasealekua)             | Pamplona             | 3 17 21           |  |
|  | Avenida de Guipúzcoa (Puente Santa Engracia)        |        | ■      |        | Gipuzkoako Etorbidea (Dona Gratziako Zubia)              | Pamplona             | 3 17 21           |  |
|  | Avenida de Guipúzcoa (Cuatrovientos)                |        | ■      |        | Gipuzkoako Etorbidea (Cuatrovientos)                     | Pamplona             | 3 7 9 17 21       |  |
|  | Avenida de Guipúzcoa (Calle Francisco Javier Sáenz) |        | ■      |        | Gipuzkoako Etorbidea (Francisco Javier Saenz Kalea)      | Pamplona             | 17                |  |
|  | Avenida de Guipúzcoa nº40                           |        | ■      |        | Gipuzkoako Etorbidea 40                                  | Pamplona             |                   |  |
|  | Avenida de Guipúzcoa (frente REFENA)                |        | ■      |        | Gipuzkoako Etorbidea (REFENAren parean)                  | Pamplona             |                   |  |
|  | Avenida de Guipúzcoa nº63                           |        | ■      |        | Gipuzkoako Etorbidea 63                                  | Berriozar            |                   |  |
|  | Avenida de Guipúzcoa (Instituto)                    |        | ■      |        | Gipuzkoako Etorbidea (Institutua)                        | Berriozar            |                   |  |
|  | Avenida de Guipúzcoa (frente nº16)                  |        | ■      |        | Gipuzkoako Etorbidea (16aren parean)                     | Berriozar            |                   |  |
|  | Avenida de Gipuzkoa (Cuartel)                       |        | ■      |        | Gipuzkoako Etorbidea (Kuartela)                          | Berriozar            |                   |  |
|  | Calle Santa Águeda (frente Polígono Plazaola)       |        | •      |        | Santa Agedako Kalea (Plazaola Industrialdearen parean)   | Aizoáin              |                   |  |
|  | Calle Santa Águeda nº4                              |        | •      |        | Santa Agedako Kalea 4                                    | Aizoáin              |                   |  |
|  | Calle Andrelopa nº22                                |        | •      |        | Andrelopa Kalea 22                                       | Berrioplano          |                   |  |
|  | Calle Andrelopa nº86                                |        | •      |        | Andrelopa Kalea 86                                       | Berriosuso           |                   |  |

## Tráfico
| Año  | Pasajeros | Variación |
| ---- | --------- | --------- |
| 2018 | 3 212 907 | ▲ 7,9%    |
| 2019 | 3 465 894 | ▲ 7,9%    |

## Futuro
Dentro del Plan de Movilidad Urbana Sostenible de Cuenca de Pamplona, esta línea pasará a ser una línea de BTR, denominada  BTR5 